# جون بورسل (مؤلف)
جون بورسل (بالإنجليزية: John Purcell)‏ (يونيو 1972، سيدني في أستراليا)؛ روائي أسترالي.